# Hof Dümpel

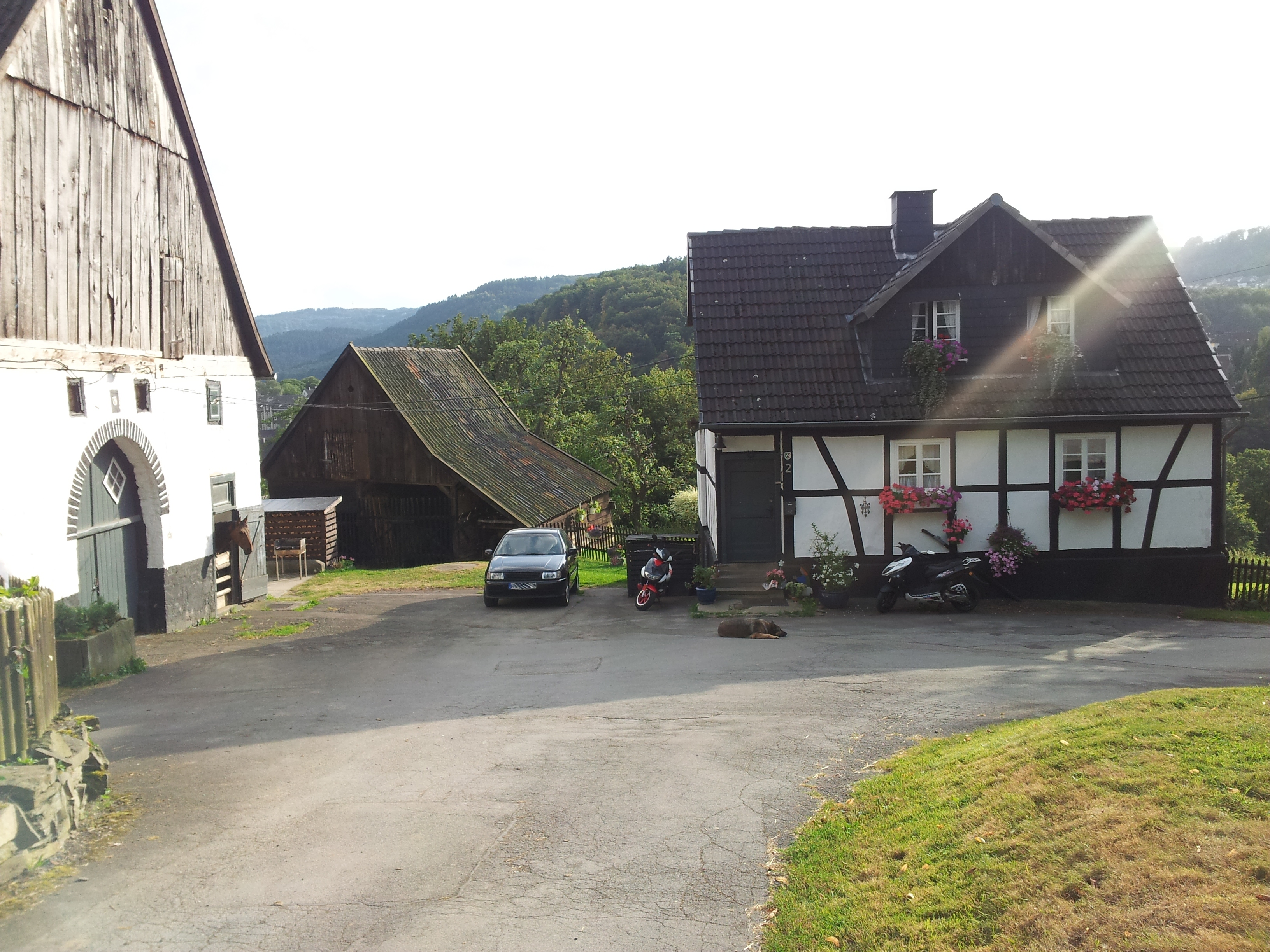
Um 1770 erbaute Bruchsteinscheune (Dümpel 4) und Fachwerkwohnhaus (Dümpel 2) auf Nachrodter Gemeindegebiet.

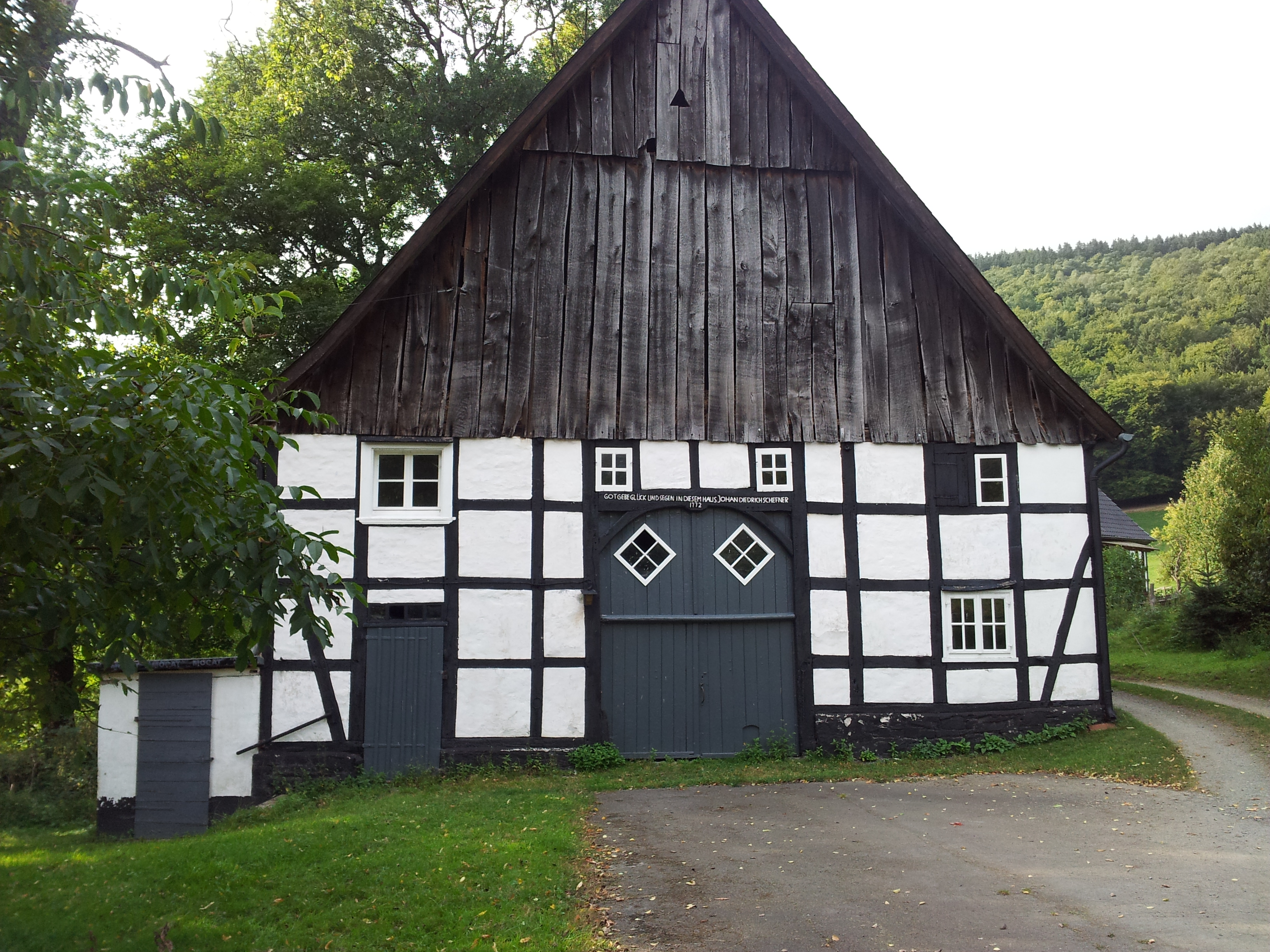
Zweigeschossiges Satteldachgiebelhaus (Dümpel 99) auf Iserlohner Gemeindegebiet.

Der Hof Dümpel ist ein denkmalgeschütztes Gebäudeensemble in Iserlohn und Nachrodt-Wiblingwerde (Ortsteil Nachrodt-Dümplerleie) im Märkischen Kreis (Nordrhein-Westfalen).

## Geschichte und Architektur
Der Hof war ursprünglich einer von 35 bis 40 Höfen, die um 1300 das Kelleramt der Burg Altena bildeten.
Er liegt, wie regional üblich, über dem Tal.
Von den zwei Wohn-Wirtschaftsgebäuden, deren Giebel verbrettert sind, wurde der Bruchsteinbau im 18. Jahrhundert gebaut. Der Fachwerkbau, ein zweigeschossiges Satteldachgiebelhaus mit großer Torfahrt, entstand 1773.
Den Längsdielen-Hallenhäusern mit Giebelverbretterung sind jeweils eingeschossige Wohnhäuser aus Fachwerk sowie ein offener Wagen- und ein Geräteschuppen zugeordnet.
Die Wohnhäuser waren wohl Landarbeiter- oder Auszugshäuser. Sie wurden in der Mitte des 19. Jahrhunderts errichtet.
Durch Eingemeindungen seit Ende des 19. Jahrhunderts befinden sich die Gebäude auf Iserlohner und Nachrodter Gemeindegebiet.